# Jaroslav Just
Jaroslav Just est un joueur tchécoslovaque de tennis né à Prague le 6 février 1883 et décédé à Prague le 5 aout 1928. Demi-finaliste du double aux jeux olympiques.

## Carrière
Le professeur et docteur Jaroslav Just était président de l'association de tennis tchécoslovaque de 1919 à 1928,
Il a notamment été demi-finaliste aux Jeux Olympiques de Stockholm en 1912, en double avec Ladislav Žemla et en 1/4 en double indoor. Autres résultats : en simple 1/32 et en simple indoor 1/8 ; double mixte indoor 1/4.
Aux Jeux Olympiques d'Anvers de 1920 il s'arrête en 1/32 en simple et en 1/8 en double.
En 1921 il a joué un match de double avec l'équipe de Tchécoslovaquie de Coupe Davis à Prague contre la Belgique perdu après avoir mené 2 sets 0, 6-4, 6-3, 6-8, 4-6, 0-6, contre Albert Lammens / Jean Washer avec Ladislav Žemla.
En 1906 au tournoi de Prague, chez lui, il atteint les quarts de finale

## Référence
1. ↑  (en) The New York Times du 22 février 1922
2. ↑  (cz) Magazine TK PLUS, page 3
3. ↑  (en) Bilan au J.O. sur Sports Reference
4. ↑  (en) Parcours du joueur sur Tennis Archives